# Warm Springs (Géorgie)
Pour les articles homonymes, voir Warm Springs.
Warm Springs est une petite ville du comté de Meriwether dans l'État américain de Géorgie. Sa population était de 485 habitants au recensement de 2000.
La ville est devenue une station thermale au milieu du XIXe siècle grâce à ses sources d'eau chaude minérales qui coulent à une température constante de 32 degrés Celsius (warm springs signifie en anglais « sources chaudes »). 
Elle devint célèbre aux États-Unis et dans le monde comme lieu de retraite du président américain Franklin Delano Roosevelt, qui y vint pour la première fois dans les années 1920 dans l'espoir que les eaux chaudes amélioreraient sa paraplégie, dont on pensait à cette époque qu'elle était due à la polio. Il fut un visiteur régulier de la station pendant deux décennies et y mourut en 1945. 
La ville abrite toujours le Roosevelt Warm Springs Institute for Rehabilitation (ancien hôpital pour la polio de Roosevelt) qui reste un centre de réadaptation renommé mondialement. Les sources d'eaux chaudes ne sont pas disponibles pour des bains publics mais réservées aux usages thérapeutiques de l'institut Roosevelt.

## Démographie
| 1910 | 1920 | 1930 | 1940 | 1950 | 1960 |
| ---- | ---- | ---- | ---- | ---- | ---- |
| 204  | 332  | 400  | 608  | 557  | 538  |

| 1970 | 1980 | 1990 | 2000 | 2010 | - |
| ---- | ---- | ---- | ---- | ---- | - |
| 523  | 461  | 407  | 485  | 425  | - |

## Source
- (en) Cet article est partiellement ou en totalité issu de l’article de Wikipédia en anglais intitulé « Warm Springs, Georgia » (voir la liste des auteurs).